# Karmelitinnenkloster Saint-Sever-Calvados
Das Karmelitinnenkloster Saint-Sever-Calvados ist ein Kloster der Karmelitinnen in Saint-Sever-Calvados, Département Calvados, im Bistum Bayeux in Frankreich. Es ist nicht zu verwechseln mit dem Karmelitinnenkloster Saint-Sever in Südfrankreich.

## Geschichte
Das Karmelitinnenkloster Avranches war in den späten 1970er-Jahren wegen Überfüllung auf der Suche nach einer Gründungsmöglichkeit. Da sich die seit 1976 verfolgte Gründung Livry ebenfalls als zu klein erwies, wechselte der Konvent 1984 in das ehemalige Kamaldulenserkloster Hermitage royal de Notre-Dame des Anges tief im Wald südlich Saint-Sever-Calvados (innerhalb der heutigen Commune nouvelle Noues de Sienne), zehn Kilometer westlich Vire. Die Kapelle stammt aus dem 18. Jahrhundert. Das Kloster nennt sich Hermitage Notre-Dame-des-Anges (Unsere Liebe Frau von den Engeln).